# (I'll Never Be) Maria Magdalena
«(I'll Never Be) Maria Magdalena» es el primer sencillo extraído del álbum debut de Sandra The Long Play. Publicado en marzo de 1985, fue su primer sencillo en venderse internacionalmente. Se convirtió en un gran éxito en Europa, donde fue número 1, además de en Alemania, en los Países Bajos, Suecia, Noruega, Portugal, y Suiza; número 3 en Italia; número 5 en Francia, y número 87 en el Reino Unido. Fue también una canción muy popular en las listas radiofónicas de Portugal, España y Grecia. En total, la canción logró alcanzar el número 1 en veintiún diferentes países del mundo.
En Alemania, país de origen de Sandra, el sencillo había entrado en el top 20 el 25 de julio de 1985, en donde permaneció durante dieciséis semanas, de las cuales cuatro estuvo en la posición número 1.
La voz masculina que acompañaba a Sandra en la canción era la del cantante alemán Hubert Kemmler, líder de la banda alemana Hubert Kah. El vídeo musical consistió únicamente en Sandra cantando ante un micrófono y haciéndose acompañar por varios músicos de estudio en el cual el bajista Peter Ries hacía con su mímica la voz acompañante de Hubert Kemmler.
Con el tiempo, el título de la canción «(I'll Never Be) Maria Magdalena» se iría acortando en la discografía de la cantante al simple título de «Maria Magdalena».
La canción se reeditaría en abril de 1993 en una versión remezclada. Se publicaría otra vez con diferente remezcla en 1999 como sencillo promocional —solo en Francia— para el álbum recopilatorio My Favourites.

## Sencillo

### Versión de 1985
- Sencillo 7"

| Lado A |                                   |                      |                                          |          |  |
| N.º    | Título                            | Letras               | Música                                   | Duración |  |
| 1.     | «(I'll Never Be) Maria Magdalena» | Richard Palmer-James | Hubert Kemmler/Markus Löhr/Michael Cretu | 3:58     |  |

| Lado B |                              |        |                                          |          |  |
| N.º    | Título                       | Letras | Música                                   | Duración |  |
| 1.     | «Party Games» (Instrumental) | —      | Hubert Kemmler/Markus Löhr/Michael Cretu | 3:25     |  |

- Sencillo 12"

| Lado A |                                   |          |  |
| N.º    | Título                            | Duración |  |
| 1.     | «(I'll Never Be) Maria Magdalena» | 7:13     |  |

| Lado B |                              |          |  |
| N.º    | Título                       | Duración |  |
| 1.     | «Party Games» (Instrumental) | 3:25     |  |

- Sencillo 12" (Reino Unido, Canadá, Australia) + Picture Disc (Reino Unido)

| Lado A |                                                       |          |  |
| N.º    | Título                                                | Duración |  |
| 1.     | «(I'll Never Be) Maria Magdalena» (Versión extendida) | 7:12     |  |

| Lado B |                                   |          |  |
| N.º    | Título                            | Duración |  |
| 1.     | «Party Games» (Instrumental)      | 3:25     |  |
| 2.     | «(I'll Never Be) Maria Magdalena» | 3:58     |  |

- Sencillo 7" - Reedición 1986 (Reino Unido)

| Lado A |                                   |          |  |
| N.º    | Título                            | Duración |  |
| 1.     | «(I'll Never Be) Maria Magdalena» | 3:58     |  |

| Lado B |                              |                                             |          |  |
| N.º    | Título                       | Escritor(es)                                | Duración |  |
| 1.     | «Party Games» (Instrumental) |                                             | 3:25     |  |
| 2.     | «Little Girl»                | H. Kemmler/M. Löhr/M. Cretu/K. Hirschburger | 3:11     |  |

- Sencillo 12" - Reedición 1986 (Reino Unido)

| Lado A |                                                       |          |  |
| N.º    | Título                                                | Duración |  |
| 1.     | «(I'll Never Be) Maria Magdalena» (Versión extendida) | 7:12     |  |
| 2.     | «Party Games» (Instrumental)                          | 3:25     |  |

| Lado B |                                   |          |  |
| N.º    | Título                            | Duración |  |
| 1.     | «(I'll Never Be) Maria Magdalena» | 3:58     |  |
| 2.     | «Little Girl»                     | 3:11     |  |

### Versión de 1993
- CD Maxi (Europa)

| N.º | Título                               | Duración |  |
| 1.  | «Maria Magdalena» (Radio Edit)       | 3:58     |  |
| 2.  | «Maria Magdalena» (Clubmix)          | 6:01     |  |
| 3.  | «Maria Magdalena» (Original Version) | 3:58     |  |

- CD Maxi (Alemania, Reino Unido)

| N.º | Título                               | Duración |  |
| 1.  | «Maria Magdalena» (Radio Edit)       | 3:58     |  |
| 2.  | «Maria Magdalena» (Clubmix)          | 6:01     |  |
| 3.  | «Maria Magdalena» (Original Version) | 3:58     |  |
| 4.  | «Maria Magdalena» (Vega Sicilia Mix) | 5:36     |  |

- Sencillo 12"

| Lado A |                             |          |  |
| N.º    | Título                      | Duración |  |
| 1.     | «Maria Magdalena» (Clubmix) | 6:01     |  |

| Lado B |                                      |          |  |
| N.º    | Título                               | Duración |  |
| 1.     | «Maria Magdalena» (Vega Sicilia Mix) | 5:36     |  |

## Listas de éxito

### Posiciones
| País (1985)  | Puesto alcanzado |
| ------------ | ---------------- |
| Alemania     | 1                |
| Austria      | 1                |
| Bélgica (Fl) | 3                |
| España       | 2                |
| Francia      | 5                |
| Portugal     | 1                |
| Israel       | 1                |
| Italia       | 3                |
| Noruega      | 1                |
| Países Bajos | 1                |
| Reino Unido  | 91               |
| Suecia       | 1                |
| Suiza        | 1                |

| Lista paneuropea (1985) | Puesto alcanzado |
| ----------------------- | ---------------- |
| Europarade              | 1                |

| País (1986) | Puesto alcanzado |
| ----------- | ---------------- |
| Reino Unido | 87               |

| País (1993) | Puesto alcanzado |
| ----------- | ---------------- |
| Finlandia   | 8                |

### Certificaciones
| País     | Organismo certificador | Año certificación | Certificación | Ventas certificadas | Ref.  |
| -------- | ---------------------- | ----------------- | ------------- | ------------------- | ----- |
| Alemania | BVMI                   | 1985              | Oro           | 250 000             | [ 8 ] |
| Francia  | SNEP                   | 1985              | Plata         | 250 000             | [ 9 ] |

### Sucesión en listas
| Predecesor: «19» de Paul Hardcastle                                                           | Sencillo número 1 en el VG-lista de Noruega 31.ª semana de 1985 - 34.ª semana de 1985 (Cuatro semanas)                                                  | Sucesor: «There Must Be an Angel (Playing with My Heart)» de Eurythmics              |
| Predecesor: «A View to a Kill» de Duran Duran                                                 | Sencillo número 1 en la lista de sencillos de Suecia 23 de agosto de 1985 - 17 de octubre de 1985 (Ocho semanas)                                        | Sucesor: «Rock Me Amadeus» de Falco                                                  |
| Predecesor: «We Don't Need Another Hero» de Tina Turner                                       | Sencillo número 1 en la lista de sencillos de Alemania 13 de septiembre de 1985 - 10 de octubre de 1985 (Cuatro semanas)                                | Sucesor: «Cheri, Cheri Lady» de Modern Talking                                       |
| Predecesor: «We Don't Need Another Hero» de Tina Turner «Cheri, Cheri Lady» de Modern Talking | Sencillo número 1 en la lista de sencillos de Suiza 15 de septiembre de 1985 - 19 de octubre de 1985 (Cinco semanas) 27 de octubre de 1985 (Una semana) | Sucesor: «Cheri, Cheri Lady» de Modern Talking «Cheri, Cheri Lady» de Modern Talking |
| Predecesor: «You're a Woman» de Bad Boys Blue                                                 | Sencillo número 1 en la lista de sencillos de Austria 10 de octubre de 1985 (Una semana)                                                                | Sucesor: «Cheri, Cheri Lady» de Modern Talking                                       |
| Predecesor: «Dancing in the Street» de David Bowie y Mick Jagger                              | Sencillo número 1 en la lista de sencillos del Europarade 26 de octubre de 1985 - 15 de noviembre de 1985 (Tres semanas)                                | Sucesor: «Cheri, Cheri Lady» de Modern Talking                                       |
| Predecesor: «Only Love» de Nana Mouskouri                                                     | Sencillo número 1 en el Dutch Top 40 neerlandés 16 de noviembre de 1985 - 29 de noviembre de 1985 (Dos semanas)                                         | Sucesor: «Take on Me» de A-ha                                                        |

## Otras versiones
- Soraya Arnelas, en su álbum Dolce Vita (2007)